# Elementary
Elementary är en amerikansk TV-serie som hade premiär på CBS 27 september 2012. Serien är en modern version av Sherlock Holmes och utspelar sig i dagens New York. Huvudrollerna spelas av Jonny Lee Miller som Holmes och Lucy Liu som Doktor Watson. Det första avsnittet som visades för svenskspråkig publik skedde den 28 mars 2013.